# Khu bảo tồn thiên nhiên ở Jordan

Vị trí gần chính xác của sáu khu bảo tồn đầu tiên

Có bảy khu bảo tồn thiên nhiên ở Jordan. Năm 1966, tổ chức chịu trách nhiệm quy hoạch và quản lý các khu bảo tồn thiên nhiên của Jordan là Hiệp hội Bảo tồn Thiên nhiên Hoàng gia (RSCN) được thành lập. Những nỗ lực đầu tiên của RSCN là bảo vệ các loài có nguy cơ tuyệt chủng nghiêm trọng. Năm 1973, RSCN được trao quyền cấp giấy phép săn bắn, giúp RSCN chủ động trong việc ngăn chặn sự săn bắn bừa bãi. Bước đầu tiên trong công việc của họ là thành lập khu bảo tồn thiên nhiên đầu tiên của Jordan, Khu bảo tồn động vật hoang dã Shaumari vào năm 1975. Mục đích chính là công tác nhân giống các loài có nguy cơ tuyệt chủng, cụ thể: linh dương sừng thẳng Ả Rập, linh dương Gazelle, đà điểu châu Phi và lừa hoang Ba Tư trong môi trường tự nhiên.
Năm 1994, ngay sau khi Khu dự trữ sinh quyển Dana được thành lập, RSCN đã bắt đầu phần Nghiên cứu và Khảo sát, các nhà nghiên cứu có kinh nghiệm với mục tiêu chính là thu thập thông tin tại các khu bảo tồn cần thiết để tạo môi trường sống bền vững cho động vật hoang dã thông qua nghiên cứu khoa học. Ngay sau đó, Hội hoang dã Jordan được thành lập như một chi nhánh của RSCN liên quan đến các dự án kinh tế xã hội. Năm 1999, RSCN bắt đầu một chương trình đào tạo để xây dựng kỹ năng trong việc bảo tồn thiên nhiên cho địa phương và khu vực. RSCN thúc đẩy nâng cao nhận thức bảo tồn với chiến dịch "Cứu cây của Jordan" vào năm 2005. Khu bảo tồn thiên nhiên thứ sáu của Jordan, Khu bảo tồn rừng Dibeen được thành lập năm 2004, có diện tích bảo vệ 1.200 kilômét vuông (463 dặm vuông Anh).
Ngoài ra, có 8 khu bảo tồn thiên nhiên khác được đề xuất ở Jordan và hai địa điểm khác nữa có thể là ứng cử viên cho công tác bảo tồn.

## Khu bảo tồn
| Khu dự trữ                             | Vị trí              | Diện tích                             | Ngày thành lập | Ghi chú                                    |
| -------------------------------------- | ------------------- | ------------------------------------- | -------------- | ------------------------------------------ |
| Khu dự trữ sinh quyển Dana             | Nam                 | 320 kilômét vuông (124 dặm vuông Anh) | 1993           | Khu bảo tồn thiên nhiên lớn nhất ở Jordan  |
| Khu bảo tồn thiên nhiên Mujib          | Phía đông Biển Chết | 220 kilômét vuông (85 dặm vuông Anh)  | 1987           | Khu bảo tồn thiên nhiên thấp nhất thế giới |
| Khu bảo tồn rừng Ajloun                | Tây Bắc             | 13 kilômét vuông (5 dặm vuông Anh)    | 1988           |                                            |
| Khu bảo tồn rừng Dibeen                | Tây Bắc             | 8,5 kilômét vuông (3 dặm vuông Anh)   | 2004           | Khu dự trữ nhỏ nhất ở Jordan               |
| Khu bảo tồn ngập mặn Azraq             | Đông Bắc            | 12 kilômét vuông (5 dặm vuông Anh)    | 1978           | Khu bảo tồn ngập mặn duy nhất ở Jordan     |
| Khu bảo tồn động vật hoang dã Shaumari | Đông Bắc            | 22 kilômét vuông (8 dặm vuông Anh)    | 1975           |                                            |
| Khu bảo tồn thiên nhiên Fifa           | Tây Nam             | 23,2 kilômét vuông (9 dặm vuông Anh)  | 2011           |                                            |

### Khu dự trữ sinh quyển Dana

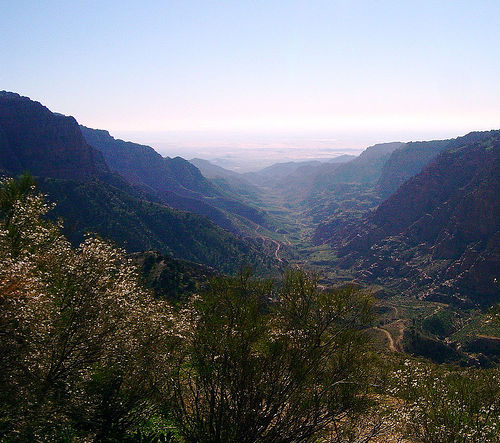
Hẻm núi Dana

Khu dự trữ sinh quyển Dana, thường được gọi đơn giản là Khu bảo tồn thiên nhiên Dana, là khu bảo tồn lớn nhất của Jordan, nằm trong và xung quanh thị trấn Dana ở vùng núi phía đông Wadi Araba. Địa lý của khu bảo tồn rất đặc trưng với những vách đá dựng đứng được bao phủ bởi mảng thực vật gồm những cây nhỏ và cây bụi. Địa chất đa dạng chuyển từ đá vôi sang sa thạch sang đá granit. Một số hoạt động bất hợp pháp như chăn thả và chặt gỗ vẫn tiếp tục. Săn bắn bất hợp pháp đe dọa số lượng của 2 loài ibex và chukar.

### Wadi Mujib

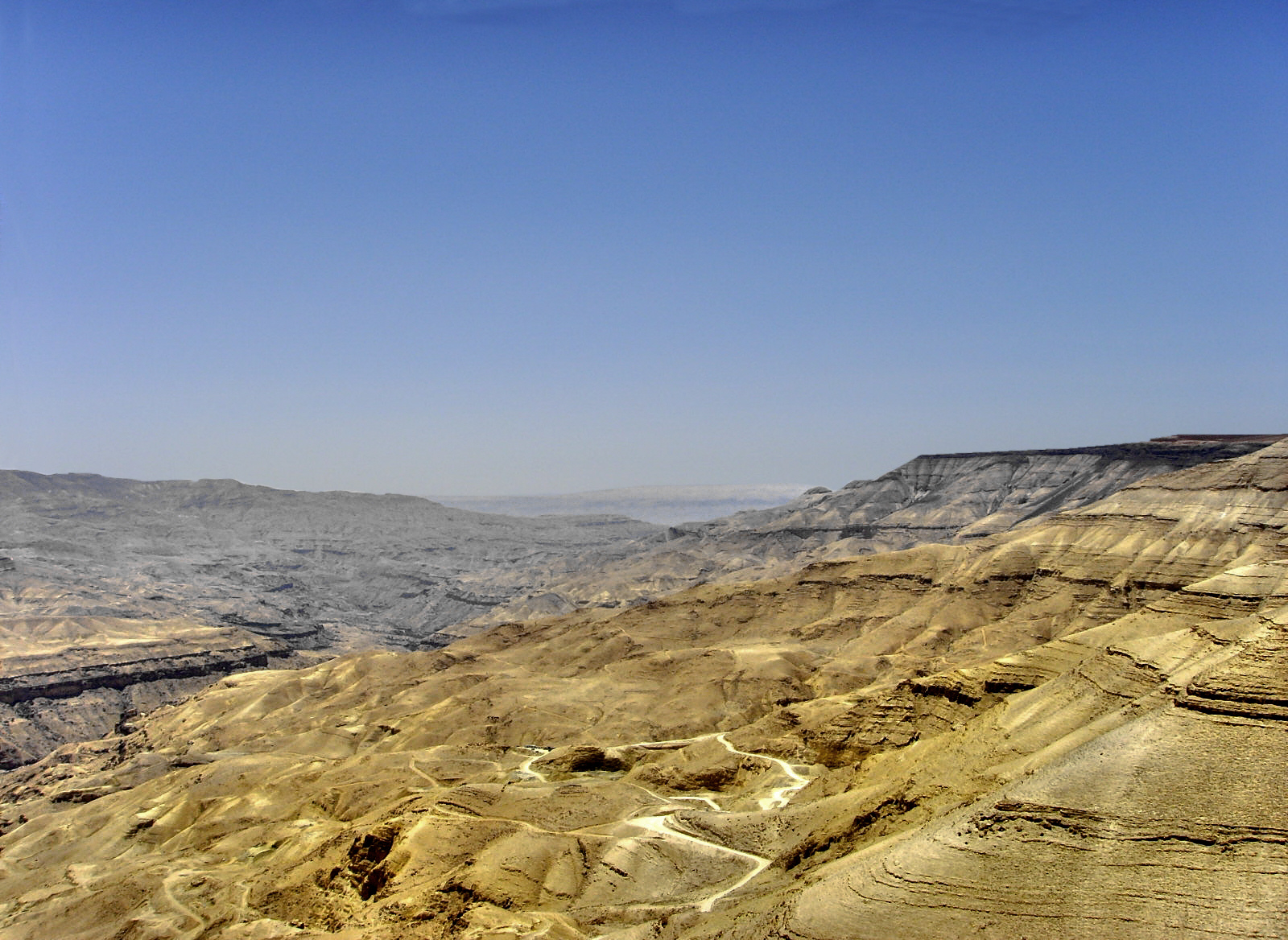
Wadi Mujib

Khu bảo tồn thiên nhiên Mujib, thường được gọi là Wadi Mujib, là một hẻm núi dài có một dòng chảy tới Biển Chết, dòng chảy này chảy qua khu vực cổ đại Moab. Đây là khu bảo tồn thiên nhiên thấp nhất trên thế giới. Nằm bên phía đông của Biển Chết, Wadi Mujib được tạo thành bởi một mạng lưới các dòng nước ngọt nhờ đó khu vực khô cằn trở nên màu mỡ hơn. Các lòng sông dồi dào nước cung cấp cho các sinh vật sống ở dưới nước. Có tới hơn 300 loài thực vật, Wadi Mujib cũng có ít nhất 10 loài thú ăn thịt và các loài động vật khác, bao gồm cả hyrax, lửng và dê hoang Nubia được RSCN đưa vào tự nhiên. Săn bắn bất hợp pháp tiếp tục cản trở những nỗ lực để đạt được số lượng dê hoang hoang dã bền vững.

### Khu bảo tồn Ajloun

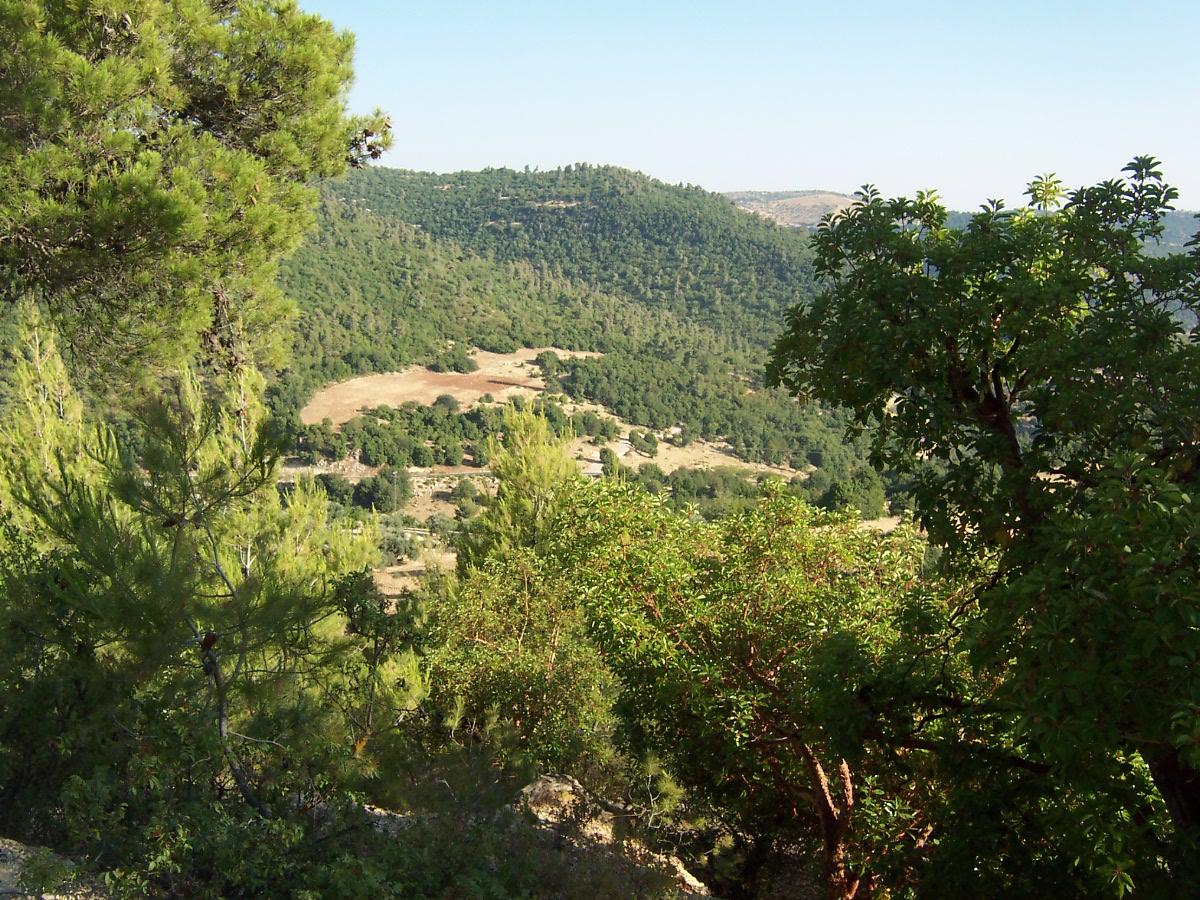
Rừng Ajloun

Khu bảo tồn rừng Ajloun nằm ở phía bắc Jordan, gần Jerash và Ajloun, và gần Lâu đài Ajloun. Khu bảo tồn bao gồm những ngọn đồi thoai thoải và môi trường ở đây gần giống như Địa Trung Hải, được bao phủ cây sồi thường xanh, dâu tây và một số cây khác. Chồn sồi, chó rừng, cáo đỏ, linh cẩu vằn, sóc Ba Tư, nhím và sói xám sinh sống trong khu vực này. Các vùng đất thuộc sở hữu tư nhân xung quanh khu bảo tồn đã gây ra các mối đe dọa, bao gồm cả việc tiếp cận bất hợp pháp vào khu bảo tồn dẫn đến việc săn bắn trái phép, chặt gỗ và chăn thả. Việc hợp tác với người dân địa phương sẽ dẫn đến việc gia tăng nhận thức trong cộng đồng về việc bảo tồn rừng.

### Khu bảo tồn rừng Dibeen

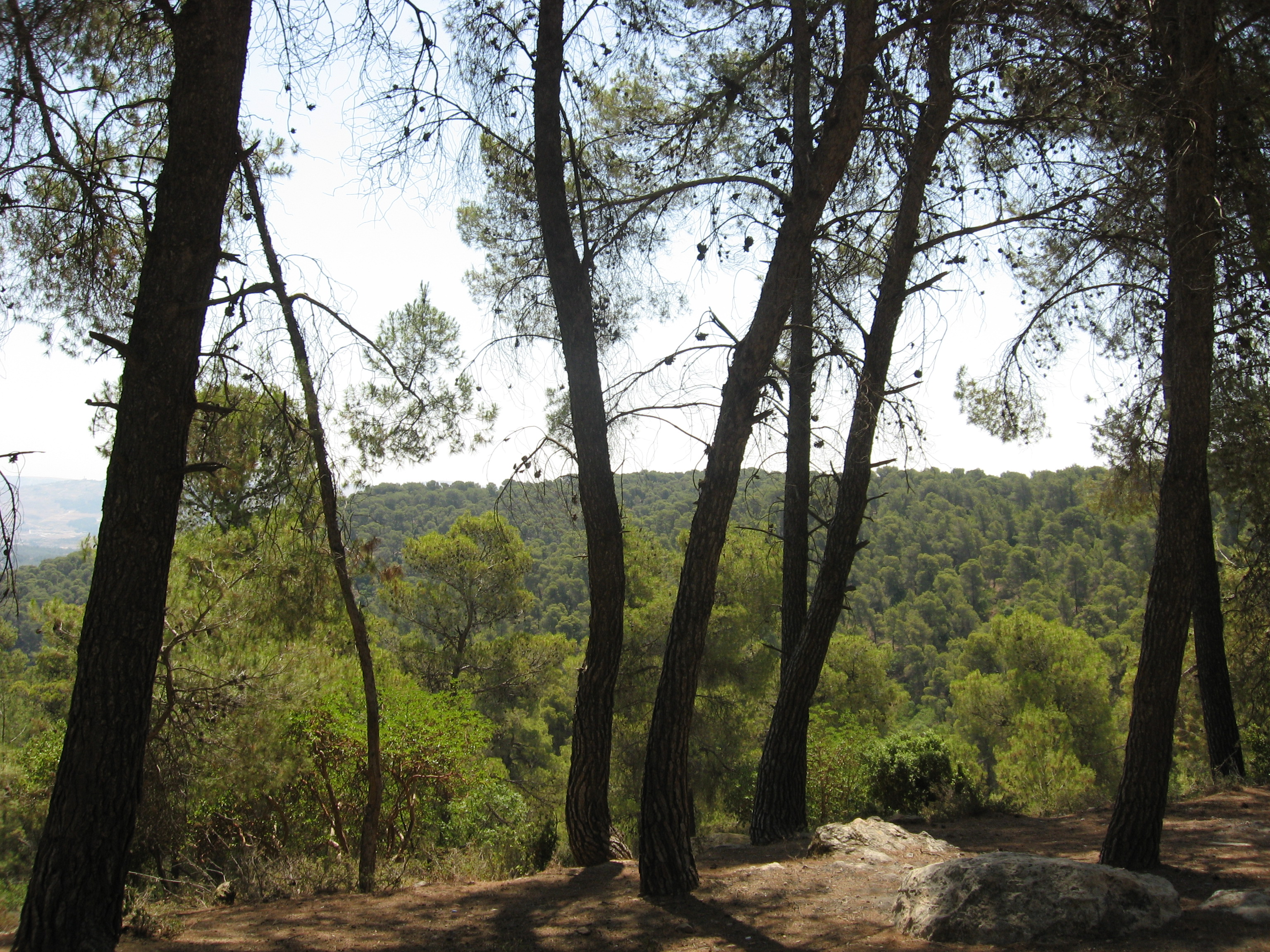
Quan cảnh ở Dibeen

Rừng Dibeen nằm gần thành phố Jerash của La Mã cổ đại, là khu bảo tồn mới nhất ở Jordan, được thành lập năm 2004. Khu rừng hầu hết là cây gỗ sồi, thông Aleppo, đánh dấu giới hạn địa lý của loại rừng này. Các loài động vật như sóc Ba Tư là lý do chính về việc thành lập khu bảo tồn. Dâu tây, quả hồ trăn và cây ô liu hoang dã cũng mọc đầy trong khu bảo tồn. Rác thải, đáng chú ý là nhựa là một vấn đề lớn trong khu bảo tồn do những du khách viếng thăm nơi đây gây ra.

### Khu bảo tồn đất ngập nước Azraq

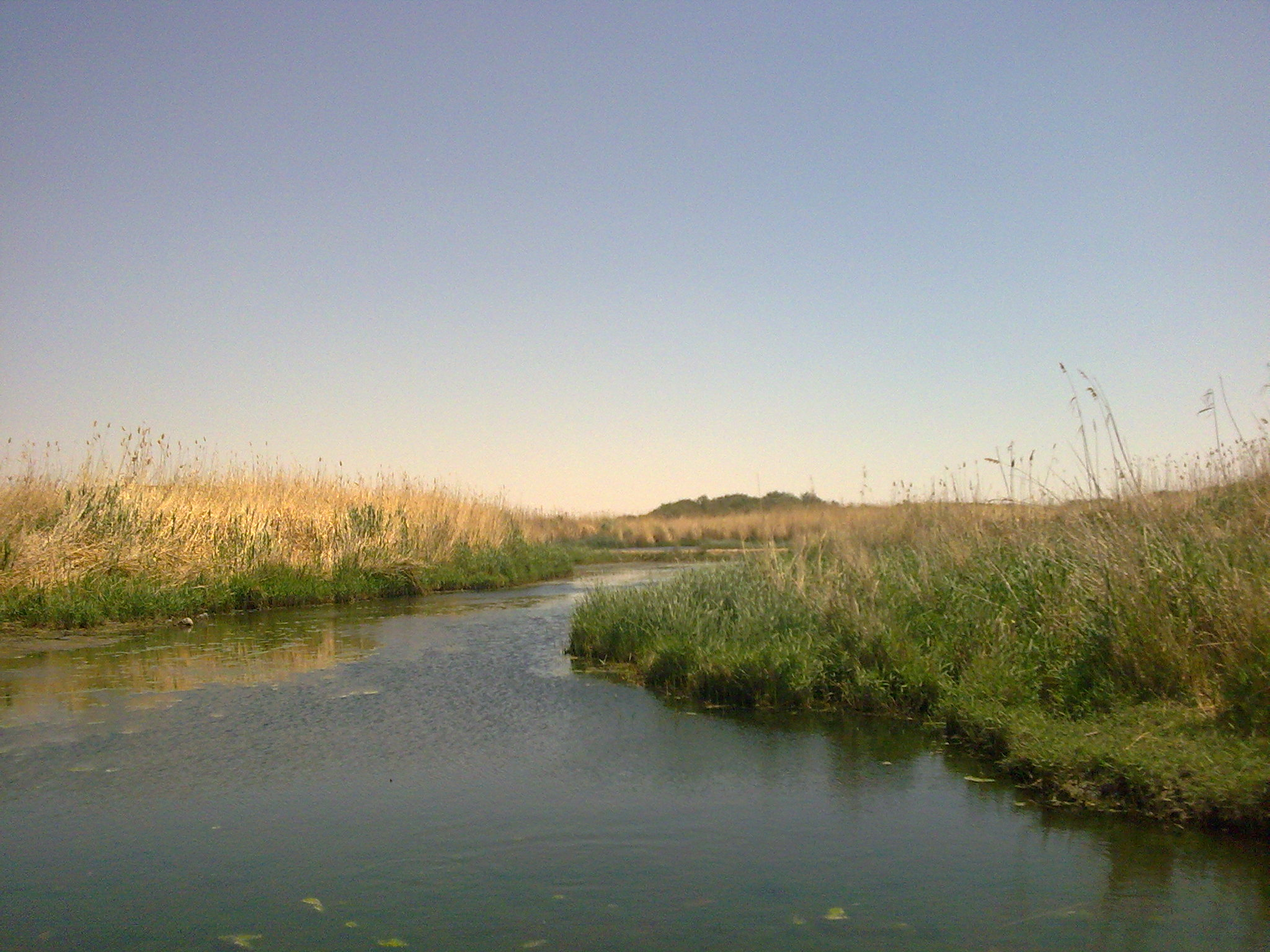
Vùng ngập mặn Azraq

Đầm lầy Azraq, nằm ở sa mạc phía đông của Jordan gần thị trấn Azraq, là khu bảo tồn đầm lầy duy nhất của RSCN. Khu bảo tồn từng là điểm dừng chân thường xuyên của hàng triệu con chim di cư từ châu Phi đến lục địa Á-Âu, hiện đã bị tàn phá nghiêm trọng do khai thác quá nhiều do dân số ngày càng tăng của Jordan. Năm 1978, khu bảo tồn được thành lập như một nỗ lực để bảo tồn ốc đảo này. Giữa năm 1981 và 1993, mực nước giảm mạnh và sau đó đã cạn kiệt vào năm 1992. Azraq ngày nay chỉ còn 0,04% so với kích thước trước đây của nó. Mực nước được RSCN duy trì để cứu các loài cá bản địa như Azraq Killfish và giữ cho địa điểm này trở thành điểm đến du lịch. Nỗ lực đã thành công một phần; một số loài chim đã phục hồi và Azraq Killfish đã tăng số lượng, nhưng những nỗ lực tăng khối lượng nước lên 10% so với kích thước hiện tại đã không thành công. Sự thiếu nhân lực và kinh nghiệm khiến vùng đất ngập mặn vẫn giữ nguyên mực nước ở mức thấp.

### Khu bảo tồn Shaumari

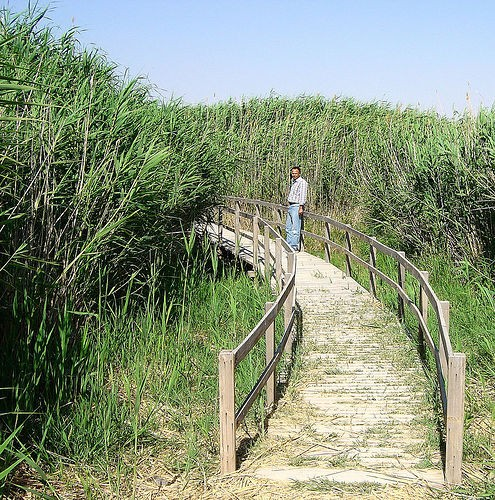
Lau, sậy ở Shaumari

Khu bảo tồn động vật hoang dã Shaumari nằm ở phía đông sa mạc Jordan, gần Khu bảo tồn đất ngập nước Azraq. Địa chất sa mạc chiếm 65% diện tích và khu vực Hammada được bao phủ đá lửa đen, chiếm diện tích 35% của khu bảo tồn. Được thành lập vào năm 1975, Shaumari được thành lập để bảo tồn động vật hoang dã sống ở sa mạc. Một trong những mục tiêu chính của khu bảo tồn là đưa các loài tuyệt chủng địa phương, đáng chú ý là linh dương sừng thẳng Ả Rập, vào tự nhiên. Năm 1978, bốn con linh dương sừng thẳng Ả Rập đã được đưa đến khu bảo tồn cho một chương trình nhân giống. Bắt đầu từ năm 1983, 31 con linh dương đã được thả vào tự nhiên, đưa thành công linh dương trở lại môi trường tự nhiên của nó. Các loài khác, chẳng hạn như đà điểu Somali, lừa Ba Tư và linh dương Gazelle cũng cư trú trong khu bảo tồn. Trước khi thành lập khu bảo tồn, các quần thể động vật địa phương gần như đã bị tuyệt chủng, một vấn đề mà RSCN đã thành công trong việc giải quyết.

### Khu bảo tồn thiên nhiên Fifa
Vào ngày 13 tháng 7 năm 2011, Khu bảo tồn thiên nhiên Fifa đã chính thức được thành lập. Nó nằm ở phía tây nam của Jordan. Khu bảo tồn có diện tích 23,2 km². Một phần nằm dưới mực nước biển, khu bảo tồn chứa mô hình cây muối và mô hình cây nhiệt đới.